# Daniel Šlachta
Daniel Šlachta (13. února 1923, Demänová – 16. dubna 2007, Liptovský Mikuláš) byl československý lyžař.

## Lyžařská kariéra
Na V. ZOH ve Svatém Mořici 1948 reprezentoval Československo v alpském lyžování. Ve sjezdu skončil na 46. místě, ve slalomu na 33. místě a v kombinaci také na 33. místě. Byl dvojnásobným mistrem Československa. Na mistrovství světa 1954 ve švédském Aare skončil 19. v kombinaci, 28. ve slalomu, 38. v obřím slalomu a 42. ve sjezdu.